# Shorea balangeran
Espèce
Synonymes
- Hopea balangeran Korth.[1]
- Parahopea balangeran (Korth.) F.Heim[1]

Statut de conservation UICN

 VU A2cd : Vulnérable
Shorea balangeran est une espèce de plantes du genre Shorea de la famille des Dipterocarpaceae.